# Liste der Monuments historiques in Genainville
Die Liste der Monuments historiques in Genainville führt die Monuments historiques in der französischen Gemeinde Genainville auf.

## Liste der Bauwerke
| Bezeichnung                                  | Beschreibung | Standort | Kennzeichnung | Schutzstatus | Datum | Bild           |
| -------------------------------------------- | ------------ | -------- | ------------- | ------------ | ----- | -------------- |
| Friedhofskreuz                               |              | (Lage)   | PA00080066    | Classé       | 1944  | weitere Bilder |
| Kirche St-Pierre                             |              | (Lage)   | PA00080067    | Classé       | 1920  | weitere Bilder |
| Priorat                                      |              | (Lage)   | PA00080068    | Inscrit      | 1926  | weitere Bilder |
| Gallo-römische Ausgrabungen mit Tempel u. a. |              | (Lage)   | PA00080069    | Classé       | 1941  | weitere Bilder |

## Liste der Objekte

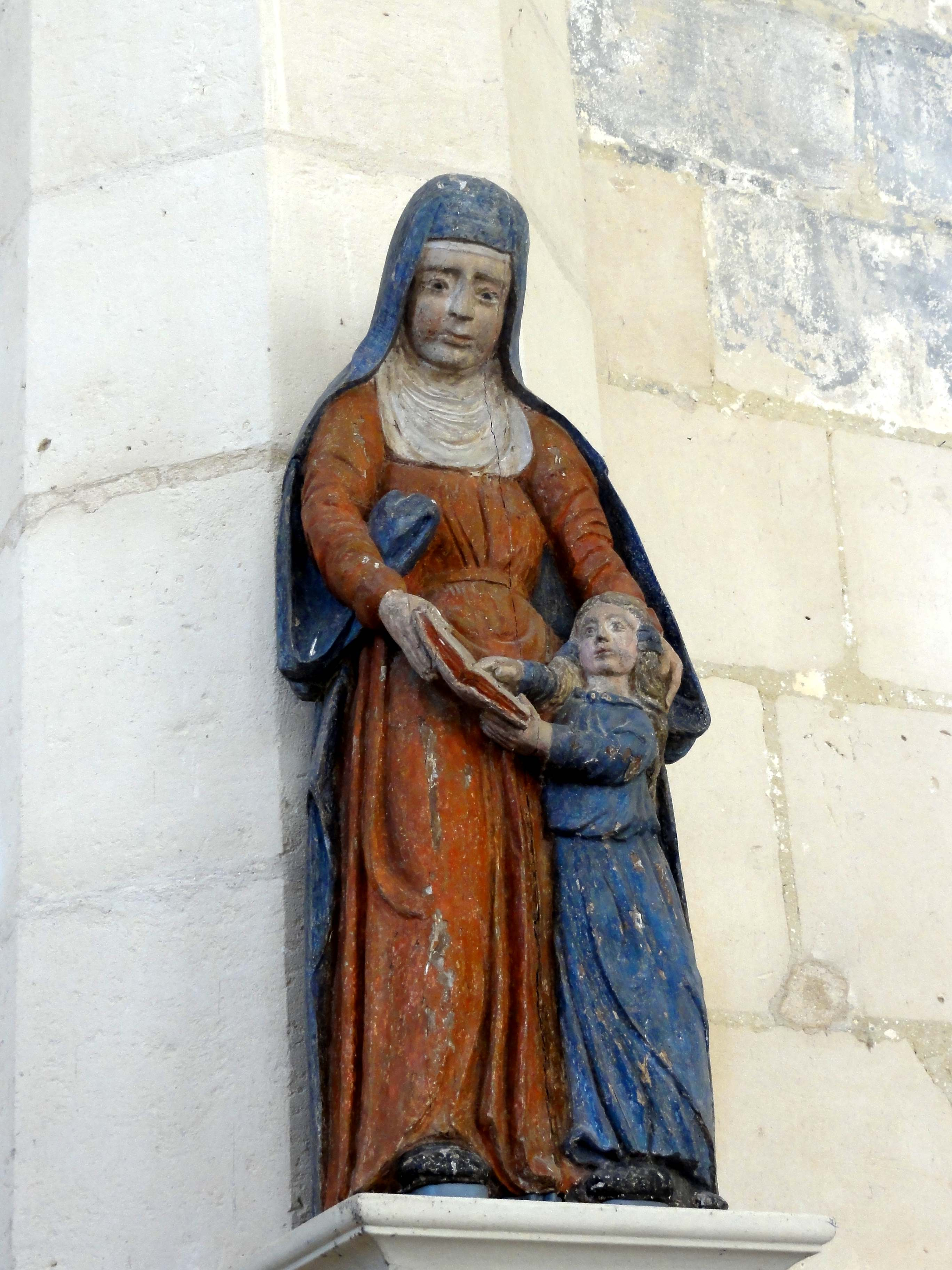
Skulptur Unterweisung Mariens (16. Jahrhundert) in der Kirche St-Pierre

- Monuments historiques (Objekte) in Genainville in der Base Palissy des französischen Kultusministeriums